# Teo Quintero
Teo Quintero León (Barcelona, 2 maart 1999) is een Spaans-Venezolaans voetballer die sinds 2024 uitkomt voor Sparta Rotterdam.

## Clubcarrière
Quintero werd geboren in Barcelona als zoon van Venezolaanse ouders. Hij begon z'n jeugdopleiding bij CB Cinc Copes en maakte later de overstap naar CF Damm en Girona FC. In het seizoen 2018/19 stroomde hij door naar CF Peralada, het toenmalige beloftenelftal van Girona dat toen uitkwam in de Segunda División B. In de zomer van 2019 maakte Quintero de overstap naar Hércules CF, dat in het seizoen 2018/19 in dezelfde reeks had gespeeld als Peralada. In twee seizoenen tijd speelde Quintero twintig competitiewedstrijden voor Hércules in de Segunda División B. In juni 2021 tekende hij bij CE Sabadell, dat na de competitiehervorming van 2021 was ondergebracht in de Primera División RFEF.
In juli 2022 ondertekende Quintero een tweejarig contract met optie bij de Belgische tweedeklasser KMSK Deinze. In z'n eerste seizoen speelde hij er voornamelijk als centrale verdediger, later schoof hij vooruit naar de post van verdedigende middenvelder. In het seizoen 2023/24 plaatste Quintero zich met Deinze voor de promotie-playoffs, waarin Patro Eisden Maasmechelen tweemaal geklopt werd in de halve finale maar waarin Lommel SK te sterk was in de finale. De 1-2-nederlaag tegen Lommel op 12 mei 2024 was de laatste shirt van Quintero in het shirt van Deinze, want zijn aflopende contract werd niet verlengd.
Op 1 juli 2024 kondigde Sparta Rotterdam de komst aan van de transfervrije Quintero, die een driejarig contract ondertekende bij de club uit de Eredivisie.

## Interlandcarrière
In september 2022 werd Quintero door José Pékerman opgeroepen voor de vriendschappelijke interlands van Venezuela tegen IJsland en de Verenigde Arabische Emiraten.

## Statistieken
| Seizoen | Club             | Competitie         | Competitie | Competitie | Beker | Beker | Overig | Overig | Totaal | Totaal |
| Seizoen | Club             | Competitie         | Wed.       | Dlp.       | Wed.  | Dlp.  | Dlp.   | Dlp.   | Wed.   | Dlp.   |
| ------- | ---------------- | ------------------ | ---------- | ---------- | ----- | ----- | ------ | ------ | ------ | ------ |
| 2018/19 | CF Peralada      | Segunda División B | 21         | 0          | 0     | 0     | 0      | 0      | 21     | 0      |
| 2019/20 | Hércules CF      | Segunda División B | 10         | 0          | 1     | 0     | 0      | 0      | 11     | 0      |
| 2020/21 | Hércules CF      | Segunda División B | 10         | 0          | 0     | 0     | 0      | 0      | 10     | 0      |
| 2021/22 | CE Sabadell      | Primera Federación | 13         | 1          | 1     | 0     | 0      | 0      | 14     | 1      |
| 2022/23 | KMSK Deinze      | Eerste klasse B    | 22         | 3          | 2     | 1     | 0      | 0      | 24     | 4      |
| 2023/24 | KMSK Deinze      | Eerste klasse B    | 33         | 6          | 1     | 1     | 0      | 0      | 34     | 7      |
| 2024/25 | Sparta Rotterdam | Eredivisie         | 11         | 1          | 0     | 0     | 0      | 0      | 11     | 1      |
| Totaal  | Totaal           | Totaal             | 120        | 11         | 5     | 2     | 0      | 0      | 125    | 13     |

Bijgewerkt op 15 maart 2025.
Van Aanholt ·
Baas ·
Bakari ·
Bednarek ·
Clement ·
Drommel ·
Duijvestijn ·
De Guzman ·
Ideho ·
Kitolano ·
Kleijn ·
Kuiper ·
Lauritsen ·
De Ligt ·
Ltaief ·
Martins Indi  ·
Mito ·
Oufkir ·
Quintero ·
Santos ·
Thórisson ·
Toornstra ·
Velthuis ·
Vianello ·
Young ·
Coach: Steijn
· Assistent-coach: Bakkati
· Assistent-coach: Driessen
· Keeperstrainer: De Jong